# 天主教提斯浦尔教区
天主教提斯浦爾教區 （拉丁語：Dioecesis Tezpurensis）是羅馬天主教的一個教區，位於印度東北部，包括阿薩姆邦東北部，面積38,700平方公里。受古瓦哈蒂總教區管轄。
1964年1月16日升格為教區。現任主教為彌額爾‧托波。2005年有30個堂區、108,800教友、68名司鐸。